# 殺意 (映画)
『殺意』（Le Scandale）は、1967年に公開されたフランスの映画。クロード・シャブロルが監督し、アンソニー・パーキンスが主演した。

## キャスト
| 役名             | 俳優                     | 日本語吹替                                                                                                  |
| 役名             | 俳優                     | TBS版 |
| ---------------- | ------------------------ | --- |
| クリストファー   | アンソニー・パーキンス   | 仲村秀生 |
| ポール・ワグナー | モーリス・ロネ           | 金内吉男 |
| クリスティーン   | イヴォンヌ・フルノー     | 中西妙子 |
| ジャクリーヌ     | ステファーヌ・オードラン | 沢田敏子 |
| クラーク氏       | ヘンリー・ジョーンズ     | 八奈見乗児                                                                                                  |
| 不明 その他      |                          | 丸山優子 菊池紘子 平林尚三 村松康雄 宗形智子 火野カチ子 小関一 塚田正昭 宮下勝 谷口節 中島喜美栄 鈴木れい子 |
|                  |                          | |
| 演出             | 演出                     | 左近允洋 |
| 翻訳             | 翻訳                     | 磯村愛子 |
| 効果             | 効果                     | PAG |
| 調整             | 調整                     | 田中英行 |
| 制作             | 制作                     | グロービジョン                                                                                              |
| 解説             | 解説                     | 荻昌弘 |
| 初回放送         | 初回放送                 | 1978年7月24日 『月曜ロードショー』                                                                          |

## スタッフ
- 監督：クロード・シャブロル
- 製作：レイモン・エジェ、ジャック・ナットー
- 原案：ウィリアム・ベンジャミン
- 脚本：クロード・ブリュレ、デレク・ブルース
- 撮影：ジャン・ラビエ
- 編集：ジャック・ガイヤール
- 音楽：ピエール・ジャンセン

## 受賞
- サン・セバスティアン国際映画祭 - 主演男優賞（モーリス・ロネ）